# 水谷俊之
水谷 俊之（みずたに としゆき、1955年 - ）は、日本の映画監督。

## 経歴
東北大学文学部仏文科を中退。高橋伴明主宰の高橋プロダクションにて助監督や脚本家を務めたのち、独立。『視姦白日夢』、『ひき逃げファミリー』、『人間椅子』などの映画を監督する。2008年、玉山鉄二主演の連続ドラマW『プリズナー』を監督。2009年、『ジャングルハウス3ガス 林家三平』が第22回東京国際映画祭「日本映画・ある視点」部門に出品される。2013年、上川隆也と柴田恭兵を主演に迎えた連続ドラマ『レディ・ジョーカー』を監督する。2014年、高橋克典主演のテレビ東京開局50周年ドラマ『刑事』を手がける。

## フィルモグラフィー

### 映画
- 視姦白日夢（1982年）
- スキャンティドール 脱ぎたての香り（1984年）
- ハード・ペッティング（1987年）
- ひき逃げファミリー（1992年）
- 勝手に死なせて!（1995年）
- 人間椅子（1997年）
- セカンドチャンス（1999年）
- ISOLA 多重人格少女（2000年）
- 完全なる飼育 秘密の地下室（2003年）
- 歌謡曲だよ、人生は（2007年） - 『ざんげの値打ちもない』
- ジャングルハウス3ガス 林家三平（2009年）

### オリジナルビデオ
- DOOR II TOKYO DIARY（1991年）
- 離婚ゲーム 僕のベッドはトライアングル（1992年）
- 極道弁護士 綾小路春彦（1994年）
- もっと過激 ふざけんじゃネェ!（1994年）
- 詐欺師烈伝 これがパクリだ!（1994年）
- 恋の仕事人 シャラバ★ヤ★ランコ（1995年）
- 団地妻'98 危険な情事（1997年）
- 団地妻'98 危険なエクスタシー（1998年）
- 未亡人と女教師（1998年）
- 愛人霊（1999年）
- 続・愛人霊（1999年）
- 新極道伝説 三匹の竜（1999年）
- 極道烈伝 桜と龍（2001年）

### テレビ
- ウソコイ（2001年）
- あなたには帰る家がある（2003年）
- ねじれた絆（2004年）
- 蒼い瞳とニュアージュ（2007年）
- ドクター・ヨシカの犯罪カルテ（2007年）
- 震度0（2008年）
- 探偵倶楽部（2010年）
- マークスの山（2010年）
- 自伝（2010年）
- 下町ロケット（2011年）
- 内部調査官・水平直の報告書（2011年）
- 山岳刑事（2012年）
- 大原麗子 炎のように（2013年）
- レディ・ジョーカー（2013年）
- 刑事（2014年）
- ラスト・ドクター〜監察医アキタの検死報告〜（2014年）
- 新 法廷荒らし 猪狩文助〜終の棲家〜（2015年）
- 沈まぬ太陽（2016年）[6]
- アキラとあきら（2017年）